# Désiré-Joseph Mercier

Fresk Rosena Pogrzeb św. Odilona w Katedrze Ormiańskiej. Św. Odilon ma twarz Merciera.

Desiré Felicien François Joseph Mercier (ur. 21 listopada 1851 w Castegier, zm. 23 stycznia 1926 w Brukseli) – belgijski duchowny katolicki, arcybiskup Mechelen, kardynał.

## Życiorys
Urodzony w wielodzietnej rodzinie, w 1863 wyjechał do szkół w Mechelen. Uczęszczał m.in. do niższego i wyższego seminarium, 4 kwietnia 1874 otrzymał w Brukseli święcenia kapłańskie. Kontynuował następnie naukę na uniwersytecie w Leuven, gdzie obronił licencjat z teologii (1877) i doktorat z psychologii. Kurs z psychologii odbył również w paryskiej klinice Charcota. W latach 1877–1882 wykładał filozofię i był dyrektorem duchowym niższego seminarium w Mechelen. Po otrzymaniu tytułu doktora teologii (na mocy listu apostolskiego Leona XIII) we wrześniu 1882 przeniósł się na uniwersytet w Leuven, gdzie objął katedrę psychologii. Kierował na tej uczelni także Wyższym Instytutem Teologii. Papież Leon XIII obdarzył go tytułem prałata domowego w maju 1887. W latach 1892–1906 ks. Mercier stał na czele Seminarium im. Leona XIII w Mechelen. Był redaktorem pisma teologicznego "Revue Néoscolastique" oraz kanonikiem kapituły katedralnej w Mechelen.
W lutym 1906 został mianowany arcybiskupem Mechelen. Święceń biskupich udzielił mu 25 marca 1906 w Malines ówczesny nuncjusz w Belgii, arcybiskup Antonio Vico. Rok później w kwietniu 1907 papież Pius X powołał Merciera w skład kolegium kardynalskiego, z tytułem kardynała prezbitera San Pietro in Vincoli. Jako kardynał Mercier uczestniczył dwukrotnie w konklawe - w 1914 po śmierci Piusa X i w 1922 po śmierci Benedykta XV. W czasie I wojny światowej, kiedy okupowaną przez wojska niemieckie Belgię opuściły władze z królem Albertem I na czele, kardynał był nieformalnym przywódcą antyniemieckiego oporu. W okresie powojennym zainicjował działalność Międzynarodowej Unii Badań Społecznych (1920) oraz rozmowy ekumeniczne w Mechelen z przedstawicielami anglikanizmu. W publikacjach naukowych występował jako zwolennik neotomizmu.
Zmarł w Brukseli w wieku 74 lat, został pochowany w katedrze w Mechelen.
W czerwcu 1912 udzielił święceń kapłańskich Polakowi, Kazimierzowi Lutosławskiemu, przyszłemu opiekunowi duchowemu harcerstwa. W 1918 otrzymał doktorat honoris causa Uniwersytetu Jagiellońskiego, a w 1921- Order Orła Białego. Otrzymał także tytuł doktora honoris causa Uniwersytetu Jana Kazimierza we Lwowie.